# Per Strandquist
Per Strandquist, född 23 april 1987 i Malmö är en svensk friidrottare (sprinter). Han tävlar för Malmö AI. Hans personliga rekord på 100-meter är 10,42 och sattes i Europacupen 2007.
Vid junior-EM i juli 2005 i Kaunas i Litauen deltog Strandquist på 100 meter och tog sig vidare från försöken med 10,83. I semifinalen förbättrade han sin tid till 10,76, men blev trots detta utslagen. Senare samma månad gjorde han debut i seniorsammanhang då han med kort varsel fick fylla en vakans i finalen på 100 meter i Golden League-tävlingen på Bislett stadion.

## Personliga rekord
| Utomhus - 100 meter – 10,42 (Vasa, Finland 23 juni 2007) - 100 meter – 10,49 (Karlstad 6 augusti 2004) - 200 meter – 21,23 (Mannheim, Tyskland 8 juli 2006) - 110 meter häck – 14,50 (Göteborg 3 juli 2005) - Längdhopp – 7,51 (Köpenhamn, Danmark 13 juni 2007) - Längdhopp – 7,62 (medvind 2,1 m/s) (Malmö 3 juni 2008) | Inomhus - 60 meter – 6,74 (Malmö 12 februari 2005) - 200 meter – 21,54 (Malmö 30 januari 2005) - 200 meter – 21,53 (Nampa, USA 28 februari 2009) - Längdhopp – 7,47 (Nampa, USA 27 februari 2009) |

### Fotnoter
1. ↑  Wiger 2006, s. 36.
2. ↑  ”Stora SM 2008, dag 3”. trackandfield.se. Arkiverad från originalet den 24 augusti 2010. https://web.archive.org/web/20100824041425/http://www.trackandfield.se/Resultat/2008/080803.htm. Läst 20 maj 2013.
3. ↑  Wiger 2006, s. 41.
4. ↑  ”Stora SM 2006, dag 3”. turebergfriidrott.se. http://turebergfriidrott.se/statistik/SM2006/2006_ressond.htm. Läst 19 april 2013.
5. 1 2  Wiger 2006, s. 154.
6. ↑  ”Stafett-SM 2006”. idrottonline.se. Arkiverad från originalet den 10 juni 2015. https://web.archive.org/web/20150610132850/http://www2.idrottonline.se/ImageVaultFiles/id_35895/cf_359/2006StafettSM.pdf. Läst 19 april 2013.
7. ↑  ”Stafett-SM 2008”. Arkiverad från originalet den 9 juni 2009. https://web.archive.org/web/20090609064617/http://www.stafett-sm.se/resultat. Läst 25 mars 2015.
8. ↑  Wiger 2006, s. 160.
9. 1 2  ”Stora inne-SM 2005, resultat” (pdf). mai.se. Arkiverad från originalet den 23 november 2015. https://web.archive.org/web/20151123081015/http://www.mai.se/resultat/resultatlista-ism.2005.pdf. Läst 12 april 2015.
10. 1 2  ”Stora inne-SM 2006 herrar, resultat” (html). friidrott.stockholm.se. http://www.friidrott.stockholm.se/ism2006/resultat/f_man_resultat.html. Läst 6 april 2015.
11. ↑  ”Stora inne-SM 2008, resultat” (pdf). mai.se. Arkiverad från originalet den 14 april 2015. https://web.archive.org/web/20150414002300/http://www.mai.se/resultat/resultat_inne-sm_2008.pdf. Läst 11 april 2015.
12. 1 2 3 4  ”Personsida på IAAF:s webbplats” (på engelska). iaaf.org. http://www.iaaf.org/athletes/sweden/per-strandquist-200402. Läst 6 juni 2016.
13. 1 2 3 4 5 6 7 8 9  ”Personsida på AllAthletics” (på engelska). all-athletics.com. Arkiverad från originalet den 6 augusti 2016. https://web.archive.org/web/20160806000742/http://www.all-athletics.com/en-us/athlete/74514. Läst 4 juni 2016.
14. ↑  ”European Athletics U20 Championships - Kangas 2005” (på engelska). european-athletics.org. http://www.european-athletics.org/competitions/european-athletics-u20-championships/history/year=2005/results/index.html#. Läst 18 november 2017.
15. ↑  ”Seger för Stefan på Bislett!”. friidrott.se. 29 juli 2005. Arkiverad från originalet den 1 december 2017. https://web.archive.org/web/20171201042559/http://www.friidrott.se/nyheter.aspx?id=4873. Läst 18 november 2017.
16. ↑  Wennerholm, Mats (30 juli 2005). ”Svensk i final på 100 meter”. Aftonbladet. http://www.aftonbladet.se/sportbladet/friidrott/article303254.ab. Läst 8 september 2007.
17. 1 2 3 4 5 6  ”Personsida på European Athletics' webbplats” (på engelska). european-athletics.org. http://www.european-athletics.org/athletes/group=s/athlete=141723-strandquist-per/index.html. Läst 7 juni 2016.